# Фурсов Андрій Ілліч
Андрій Ілліч Фурсов (нар. 16 травня 1951) — радянський і російський вчений-історик, соціолог, філософ, публіцист, один з апологетів маргінальної концепції історичного (чи цивілізаційного (?)) протистояння «євразійства» та «англо-саксонського» світу. Кандидат історичних наук (1986).

## Життєпис
Народився у м. Щолково, під Москвою, в сім'ї військовослужбовця Іллі Дмитровича Фурсова.
У 1973 р. закінчив історичний факультет Інституту країн Азії та Африки при Московському державному університеті ім. М. В. Ломоносова. У 1986 р. захистив кандидатську дисертацію на тему «Критичний аналіз немарксистській історіографії 1970-80-х років з проблем селянства в Азії».
У 1997—2006 рр.. керував роботою організованого ним Інституту російської історії Російського державного гуманітарного університету, очолював «Російський історичний журнал», вів семінар-клуб «Універсум». У 2002—2006 рр.. був співдиректором Центру глобалістики та компаративістики Інституту філології та історії РДГУ.
А. І. Фурсов — директор Центру російських досліджень Інституту фундаментальних і прикладних досліджень Московського гуманітарного університету (з травня 2007 р.), завідувач відділом Азії і Африки ІНІСН РАН (з 1990 р.), головний редактор журналу «Сходознавство і африканістики (зарубіжна література)», керівник Центру методології та інформації Інституту динамічного консерватизму (з 2009 р.).
Член Російського інтелектуального клубу, експертної ради «Політичного журналу».
За результатами Інтернет-голосування наукового співтовариства в 2000—2004 і 2005 рр.. увійшов до списків «100 провідних соціально-гуманітарних мислителів Росії» (відповідно 2005 і 2006 рр..).
У 2009 р. обраний дійсним членом (академіком) Міжнародної академії наук (International Academy of Science), Австрія.
У 2010 р. обраний членом Союзу письменників Росії.
З 2012 року - директор науково-дослідного Інституту системно-стратегічного аналізу (ІСАН, Москва). 
З 2015 року - віце-президент Російського інтелектуального клубу Московського гуманітарного університету

## Санкції
15 січня 2023 року, через вторгнення Росії в Україну, внесений до списку санкцій України, передбачається блокування активів на території країни, припинення виконання економічних і фінансових зобов'язань, припинення культурних обмінів і співпраці, позбавлення українських держнагород.

## Публікації(рос.)

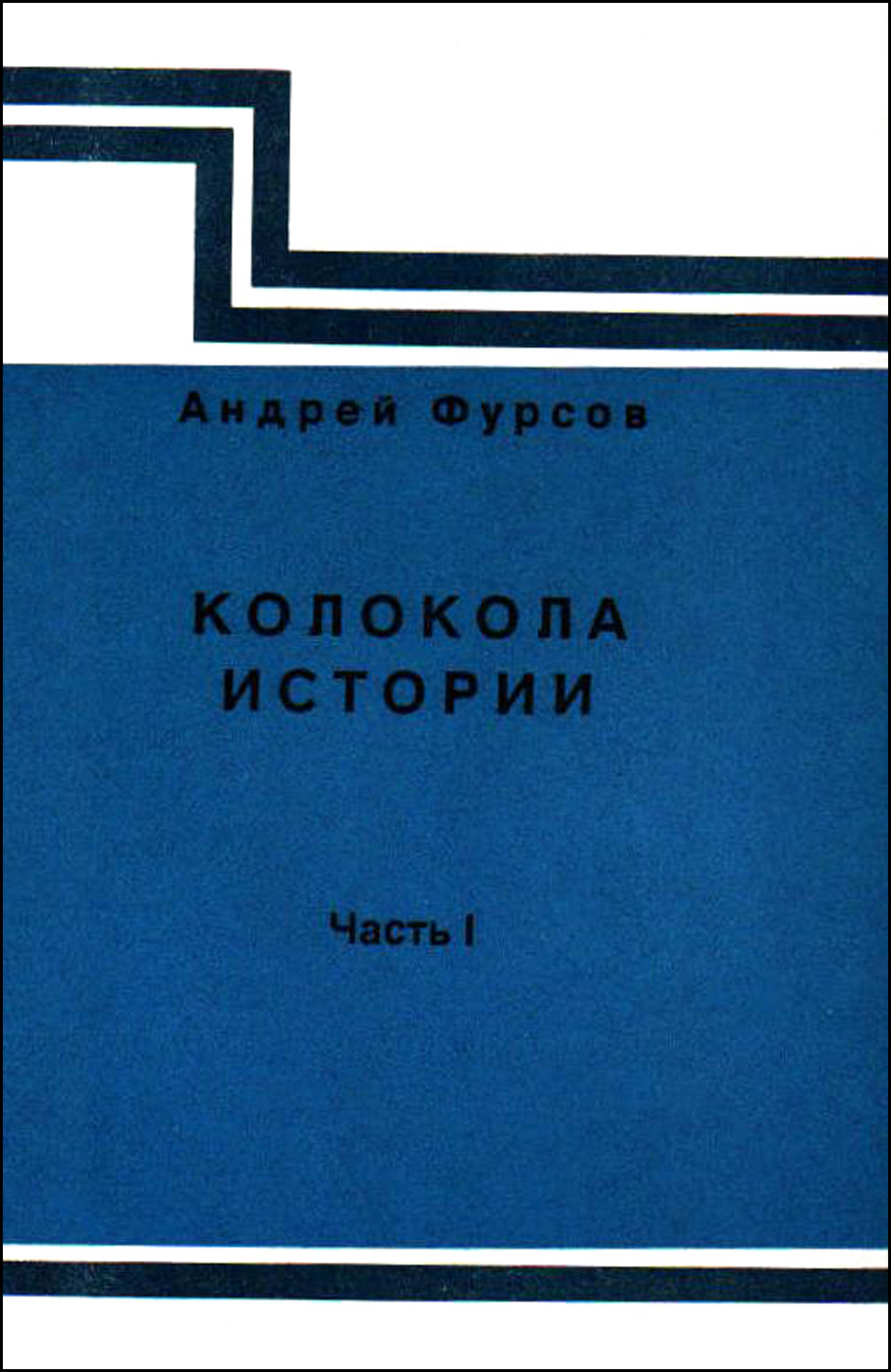
Програмна работа

- Азиатско-Тихоокеанский регион (понятие, миф, реальность) и мировая система// Афро-азиатский мир: региональные исторические системы и капитализм. — Москва: ИНИОН РАН, 1999 — С. 89-144.
- Ал-Хинд. Индоокеанская исламская мир-экономика: структуры повседневности, социальные институты, основные этапы развития // Афро-азиатский мир: региональные исторические системы и капитализм. — Москва: ИНИОН РАН, 1999. — С. 35-72.
- Биг Чарли, или о Марксе и марксизме (к 180-летию со дня рождения Карла Маркса) // Русский исторический журнал (далее — РИЖ). — Москва, 1998. — Т. I, № 2. — С. 335—429.
- Великая тайна Запада: роль формационных и цивилизационных факторов в создании европейского исторического субъекта // Европа: новые судьбы старого континента. — Москва: ИНИОН РАН, 1992. — Т. I. — С. 13-70.
- Восток, Запад, капитализм: проблемы философии, истории и социальной теории // Капитализм на Востоке во второй половине XX в. — Москва: Вост. лит. РАН, 1995. — С. 16-133, 530—540, 597—599.
- Государство, оно же корпорация // Эксперт (Украина). — Киев, 2006. — № 7. — С. 52-57.
- Европейская система государств, англосаксы и Россия // Дехийо Л. Хрупкий баланс: четыре столетия борьбы за господство в Европе. — Москва: Товарищество научных изданий КМК, 2005. — С. 27-48.
- Ещё один «очарованный странник» (О Владимире Васильевиче Крылове на фоне позднекоммунистического общества и в интерьере социо-профессиональной организации советской науки) // РИЖ. — Москва, 1999. — Т. II, № 4. — С. 349—490.
- Залив (иракско-американский конфликт 1990—1991 гг.) // Арабо-мусульманский мир на пороге XXI в. — Москва: ИНИОН РАН, 1999. — С. 155—195.
- Идео-логия и идеология // Кустарёв А. С. Нервные люди. Очерки об интеллигенции. — Москва: Товарищество научных изданий КМК, 2006 — С. 7-47.
- Излом коммунизма // РИЖ. — Москва, 1999. — Т. II, № 2. — С. 274—402.
- Интеллигенция и интеллектуалы // Кустарёв А. С. Нервные люди. Очерки об интеллигенции. — Москва: Товарищество научных изданий КМК, 2006 — С. 48-86.
- Колокола Истории. — М.: ИНИОН РАН, 1996. — 462 с. (Перепечатано в: Политическая наука. — Москва: ИНИОН РАН, 1997, № 2. — С. 82-193; № 3. — С. 64-190.)
- Конспирология, капитализм и история русской власти // Брюханов В. А. Трагедия России. Цареубийство 1 марта 1881 г. — Москва: Товарищество научных изданий КМК, 2007. — С. 7-69.
- Кратократия (Социальная природа обществ советского типа. Взлёт и падение перестройки) // Социум. — Москва, 1991—1994.
- Крестьянство в общественных системах: опыт разработки теории крестьянства как социального типа — персонификатора взаимодействия универсальной и системной социальности // Крестьянство и индустриальная цивилизация. — Москва: Наука, 1993. — С. 56-112.
- Манифест Коммунистической партии, или 150 лет спустя // РИЖ. — Москва, 1998. — Т. I, № 1. — С. 267—300.
- Мир, который мы покидаем, мир, в который мы вступаем, и мир между ними (Капитал(изм) и Модерн — схватка скелетов над пропастью?) // De futuro, или История будущего. — Москва: Политический класс; АИРО-XXI, 2008. — С. 255—304.
- Мировые геополитические шахматы: чемпионы и претенденты // Дехийо Л. Хрупкий баланс: четыре столетия борьбы за господство в Европе. — Москва: Товарищество научных изданий КМК, 2005. — С. 244—313.
- Мифы перестройки и мифы о перестройке// Социологические исследования. — Москва, 2006. — № 1. — С. 31-36.
- На закате Современности: терроризм или всемирная война? // РИЖ. — Москва, 1999. — Т. II, № 3. — С. 193—231.
- О великом вопрекисте: жизнебытийный эксперимент и творчество А. А. Зиновьева в контексте социальной теории и русской истории // Феномен Зиновьева. — М.: Современные тетради, 2002. — С. 40-64.
- Операция «Ориентализм». — Москва: Гуманитарий, 2004. — 55 с.
- Операция «Прогресс» // Космополис. — Москва, 2003/2004. — № 4 (6). — С. 23-43.
- Проблемы социальной истории крестьянства Азии. — Москва: ИНИОН АН СССР, 1986—1988. — 2 т. — С. 161, 267.
- Революция как имманентная форма развития европейского исторического субъекта (размышления о формационных и цивилизационных истоках французской революции) // 200 лет французской революции / Французский ежегодник. 1987. — Москва: Наука, 1989. — С. 278—330.
- Российская Федерация в начале XXI века // Москва, 2008. — № 1. — С. 192—204.
- Русская власть, история Евразии и мировая система: mobilis in mobile (социальная философия русской власти) // Феномен русской власти: преемственность и изменения. — Москва: Научный эксперт, 2008. — Выпуск № 3 (12). — С. 10-57.
- Русская власть, Россия и Евразия: Великая Монгольская держава, самодержавие и коммунизм в больших циклах истории (très-très grand espace dans une très-très longue durée) // РИЖ. — Москва, 2001. — Т. IV, № 1-4. — С. 15-114.
- Русская Система (в соавторстве) // Рубежи. — Москва, 1995—1996.
- Смена модели развития России в мировой системе в конце ХХ века и её результаты // Электронный информационный портал «Русский интеллектуальный клуб».
- Срединность Срединной Азии: долгосрочный взгляд на место Центральной Азии в макрорегиональной системе Старого Света // РИЖ. — Москва, 1998. — Т. I, № 4. — С. 165—185.
- Теоретико-методологические проблемы развития системы исторического коммунизма // Электронный информационный портал «Русский интеллектуальный клуб».
- Третий Рим против Третьего Рейха: третья схватка (советско-германский покер в американском преферансе). — Политический класс. — Москва, 2006. — № 6. — C. 83-91; № 7. — C.
- Чехословакия-68 и вокруг: размышления историка 40 лет спустя // Политический класс. — Москва, 2008. — № 8 — С. 31-47; № 9 — С. 94-111.
- Central Eurasia: Historical Centrality, Geostrategic Condition and Power Model Legacy // Towards Social Stability and Democratic Governance in Central Eurasia / Ed. by I. Morozova. — Amsterdam: IOS Press, 2005. — P. 23-39.
- Communism, Capitalism and the Bells of History // Review. — Binghamton (N.Y.), 1994. — Vol. XIX, № 2. — P. 103—130.
- Eurasia Viewed from an Historical Height // World Affairs. The Journal of International Issues. — New Delhi, 2004. — Vol. VIII, № 1. — P. 150—168.
- Kapitalismus, Kommunismus und die Glocken der Geschichte // Comparativ. Leipziger Beiträge zur Universalgeschichte und vergleichenden Gesellschaftsforschung. — Leipzig, 1994. — 4. Jahrgang, Heft 5. — S. 57-69.
- Saeculum vicesimum: In memoriam (Памяти XX века) // РИЖ. — Москва, 2000. — Т. III, № 1-4. — С. 17-154.
- Social Times, Social Spaces, and Their Dilemmas: Ideology «in One Country» // Review. — Binghamton (N.Y.), 1997. — Vol. XX, № 3/4. — P. 345—420.
- Опричнина в русской истории Институт динамического консерватизма, 2010